# Hatem Trabelsi
Hatem Trabelsi (ur. 25 stycznia 1977 roku w Arjana), tunezyjski piłkarz. Grał na pozycji obrońcy. Do końca swojej kariery występował w saudyjskim Al-Hilal. Ze swoją reprezentacją wystąpił w trzech mistrzostwach świata.

## Kariera piłkarska
Karierę zaczynał w Club Sportif Sfaxien. Dzięki swoim dobrym występom w składzie wbił się do kadry i w wieku 21 lat pojechał na mundial we Francji. Szacuje się, że rozegrał około 160 meczów. Po kolejnych świetnych występach został wypatrzony przez szkółkę Ajaxu Amsterdam. Tam rozwinął swoje skrzydła. Został podporą defensywy holenderskiego klubu. Łącznie wystąpił w 99 spotkaniach oficjalnych strzelając 2 gole. Dzięki występom w Ajaxie pojechał na dwa mundiale, na których był podporą reprezentacji. 10 sierpnia był dla piłkarza datą szczególną. Przeszedł wtedy z Ajaxu Amsterdam do Manchesteru City. Do tego czasu rozegrał 18 oficjalnych spotkań. Swoją jedyną jak dotąd bramkę strzelił w ważnym spotkaniu z Manchesterem United. Pokonał on powracającego do gry Edwina van der Sara. W 2007 roku odszedł z Manchesteru do Al-Hilal z Rijadu.
Hatem Trabelsi zagrał na trzech mundialach w swojej reprezentacji. Był gwiazdą swojej reprezentacji oraz posiadał status kapitana. Roger Lemerre od niego rozpoczynał ustalanie składu. W 2006 r. ogłosił zakończenie kariery reprezentacyjnej wystąpił 61 meczach w których zdobył 1 gola.